# The Alamo
För filmen från 1960, se The Alamo (1960).
The Alamo är en amerikansk långfilm från 2004 i regi av John Lee Hancock.

## Handling
Våren 1836 slåss en liten skara tappra män för Texas frihet från Mexiko. De håller fortet Alamo i staden San Antonio mot tusentals anfallande mexikanska soldater ledda av den fruktade diktatorn Santa Anna. Förvaret leds av den unge modige översten William Travis, som vid sin sida även har två legender: knivslagskämpen Jim Bowie och den mytomspunne Davy Crockett. Männen i fortet har svurit att slåss till sista man för ett fritt Texas. Tack vare deras kamp kunde deras ledare Sam Houston sedan med hjälp av en värvad armé få Texas att bli ett självständigt land.

## Rollista
| Dennis Quaid       | – Sam Houston                |
| Billy Bob Thornton | – Davy Crockett              |
| Jason Patric       | – James Bowie                |
| Patrick Wilson     | – William Travis             |
| Emilio Echevarría  | – Antonio Lopez de Santa Ana |
| Jordi Mollà        | – Juan Seguin                |
| Leon Rippy         | – Sergeant William Ward      |
| Tom Davidson       | – Colonel Green Jameson      |
| Marc Blucas        | – James Bonham               |
| Robert Prentiss    | – Albert Grimes              |
| Kevin Page         | – Micajah Autry              |
| Joe Stevens        | – Mial Scurlock              |
| Stephen Bruton     | – Kapten Almeron Dickinson   |
| Laura Clifton      | – Susanna Dickinson          |

## Om filmen

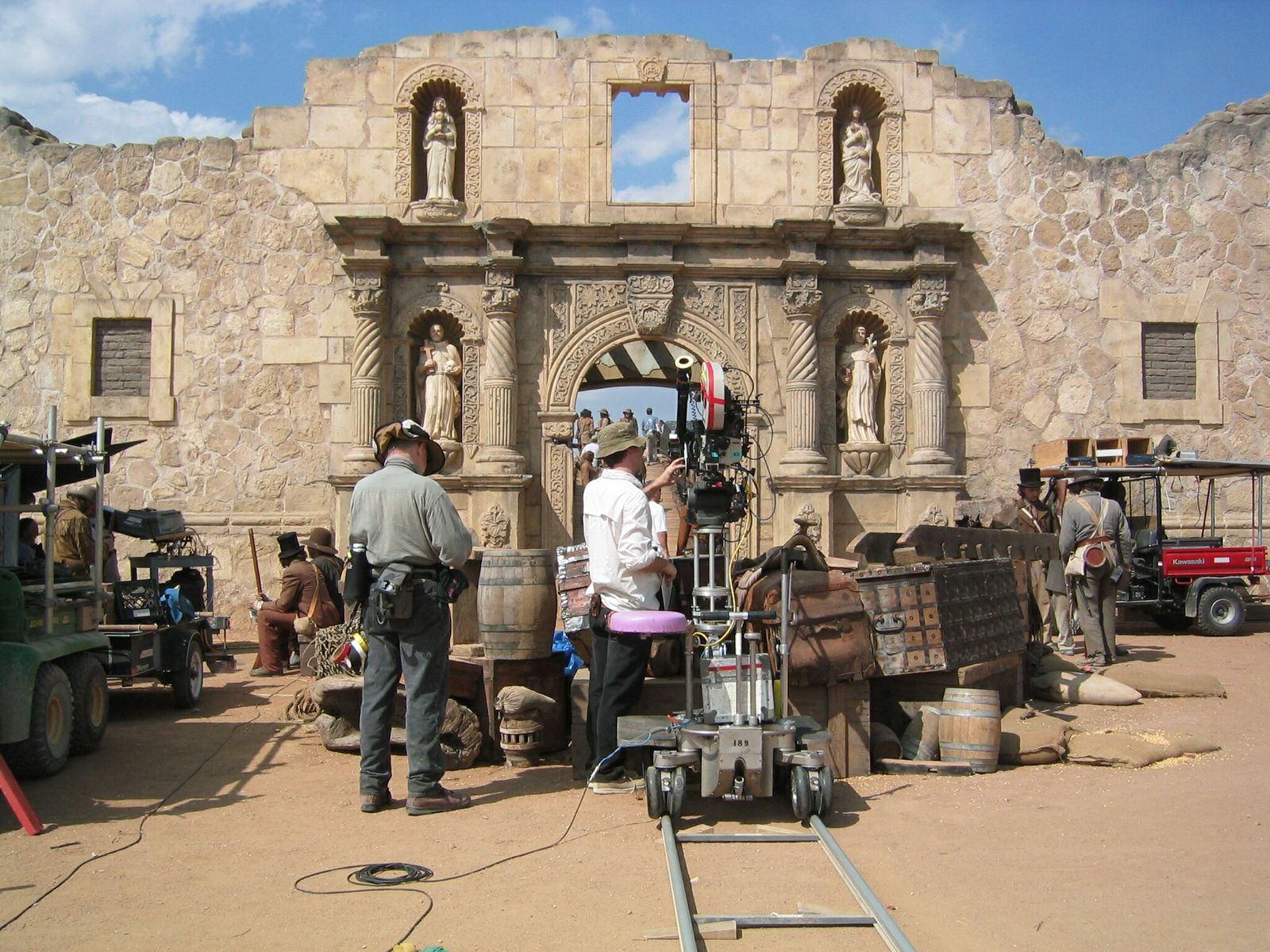
Utomhuskulisserna under filminspelningen.

Ron Howard planerade att ursprungligen regissera filmen själv. The Alamo spelades in i Texas. Kulisserna för fortet Alamo bestod av 70 byggnader uppbyggda på en yta om över 20 hektar på en ranch väster om Austin och var de då största utomhuskulisser som byggts i Nordamerika.